# La Libertad (Chontales)
La Libertad je městečko v Nikaragui v departmentu Chontales. Čítá asi 11000 obyvatel.
Ve městě se narodil revolucionář a současný prezident Nikaragui Daniel Ortega a také kardinál Miguel Obando y Bravo.